# 1690 în literatură
- 1689 în literatură — 1690 în literatură — 1691 în literatură

Anul 1690 în literatură a implicat o serie de evenimente semnificative. 

## Cărți noi
- Nicholas Barbon - A Discourse of Trade.
- Pierre Bayle (atribuită) - Avis important aux refugies.
- Sir Thomas Browne - A Letter to a Friend (publicată postum).
- John Locke - An Essay Concerning Human Understanding.
- Samuel Pepys - Memoires of the Navy.
- Baro Urbigerus - Aphorismi Urbigerani

## Decese
Format:1690